# 霍盧比夫卡 (大布爾盧克市鎮)
50°0′43″N 37°19′30″E / 50.01194°N 37.32500°E
霍盧比夫卡（烏克蘭語：Голубівка）是位於烏克蘭東部的村莊，由哈爾科夫州庫皮揚斯克區的大布尔卢克市镇負責管轄。該村始建於1700年，面積0.33平方公里，海拔高度131米，2001年人口106，人口密度每平方公里322.2人。